# Богданов, Борис Давыдович
Бори́с Давы́дович Богда́нов (1901—1938) — советский разведчик и контрразведчик органов ГПУ-НКВД Дальнего Востока, участник операции «Маки-Мираж", капитан государственной безопасности (27 июня 1936). Расстрелян в 1938 году в "особом порядке", реабилитирован посмертно.

## Биография
Родился в русской или еврейской семье коммивояжера-комиссионера. В 1906 из-за еврейских погромов семья переехала в Харбин, с 1909 жили во Владивостоке, где в 1918 окончил Владивостокское коммерческое училище. Затем окончил 2 курса горного отделения и китайское отделение Владивостокского политехнического института. С марта 1919 по январь 1920 служил в музыкантской команде при штабе Сибирской флотилии во Владивостоке. С февраля 1920 счетовод в управлении снабжения и продовольствия Приморской областной земской управы, коллектор в Геологическом комитете. В 1921−1922 переводчик, журналист в газете «Вечер», библиотекарь в библиотеке коммерческого училища, владел английским, французским, немецким языками. С ноября по декабрь 1922 журналист газеты «Красное знамя».
В органах государственной безопасности с декабря 1922, кандидат в члены ВКП(б) c 1931. С начала 1920-х сотрудник Приморского губернского отдела ГПУ, служил во владивостокском оперативном секторе ОГПУ. С мая 1923 уполномоченный 5-го (информационного) отделения секретно-оперативной части (СОЧ) Приморского губотдела ГПУ. С 1 октября 1924 уполномоченный контрразведывательного отдела (КРО) того же отдела Приморского губотдела ОГПУ. С 1 апреля 1926 на закордонной работе в Маньчжурии. С 1 июля 1926 уполномоченный КРО ОГПУ ДВК. С 24 ноября 1926 в резерве назначения, 6 декабря 1926 назначен начальником КРО Читинского окружного отдела ОГПУ. С февраля 1928 начальник 3-го отделения КРО ПП (полномочного представительства) ОГПУ ДВК. В 1929—1931 снова выезжал в служебные командировки в Маньчжурию, резидент резидентуры № 6 районе Хайлар. С 1 февраля 1931 опять в резерве назначения, после чего начал работать на должности начальника 4-го отделения особого отдела (ОО) ПП ОГПУ ДВК. Принимал участие в оперативной разработке специальных операций «Маки-Мираж» и «Весна». С 5 октября 1931 начальник иностранного отдела (ИНО) ПП ОГПУ — УНКВД ДВК, но уже с 1 мая 1932 помощник начальника. В 1932—1937 заместитель, затем около двух месяцев, до ареста, начальник полномочного представительства ОГПУ — контрразведывательного отдела УГБ НКВД Дальневосточного края.
Арестован 23 августа 1937 по обвинению в "участии в правотроцкистском заговоре в органах НКВД Дальнего Востока".  Внесен в Сталинский расстрельный список  в «особом порядке» УНКВД по ДВК от 3 февраля 1938 г. по 1-й категории («за» Сталин, Ворошилов, Молотов, Каганович). Расстрелян 10 февраля 1938 года. Предположительное место захоронения — Хабаровское городское кладбище. Реабилитирован посмертно 9 октября 1957 года военным трибуналом Дальневосточного ВО.

### Семья
Его жена — Мария Ильинична Богданова (1903—1938), уроженка Санкт-Петербургской губернии, русская. До августа 1937 являлась оперуполномоченной 4-го отдела УГБ УНКВД по ДВК, сержант государственной безопасности (1937). Арестована вскоре после мужа, 26 августа 1937 г.  Внесена в список «в особом порядке» УНКВД по ДВК от 3 февраля 1938 г. по 1-й категории («за» Сталин, Ворошилов, Молотов, Каганович). Расстреляна 4 февраля 1938 года. Предположительное место захоронения — Хабаровское городское кладбище. Посмертно реабилитирована 26.09.1958 г. военным трибуналом Дальневосточного ВО.